# Eretmocera derogatella
Eretmocera derogatella is een vlinder uit de familie van de dikkopmotten (Scythrididae). De wetenschappelijke naam van de soort is voor het eerst geldig gepubliceerd in 1864 door Walker.